# Rio Gandaki
O rio Gandaki, Gandak, Narayani ou Kali Gandaki é um dos principais rios do Nepal e um afluente da margem esquerda do Ganges, na Índia. Sua área total de captação é de 46 300 km2 (17 900 sq mi), a maior parte no Nepal. No Himalaia do Nepal, o Gandaki é notável por seu cânion profundo. A bacia também contém três montanhas com mais de 8 000 m (26 000 pés), ou seja, Dhaulagiri, Manaslu e Maciço Annapurna. Dhaulagiri é o ponto mais alto da bacia de Gandaki.

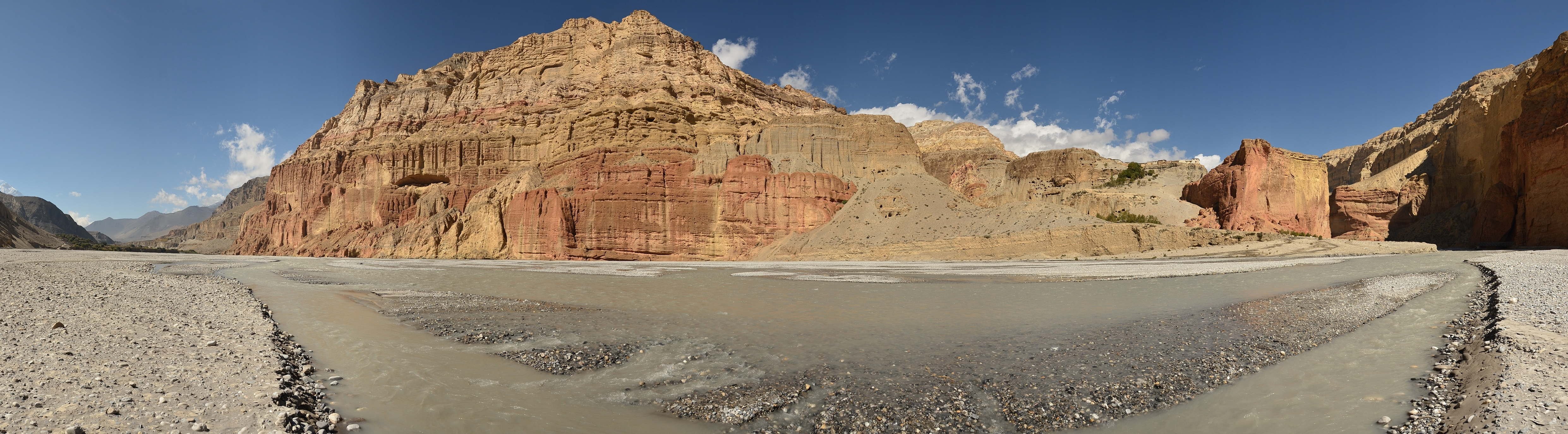
Panorama do desfiladeiro Kali Gandaki no Mustang Superior

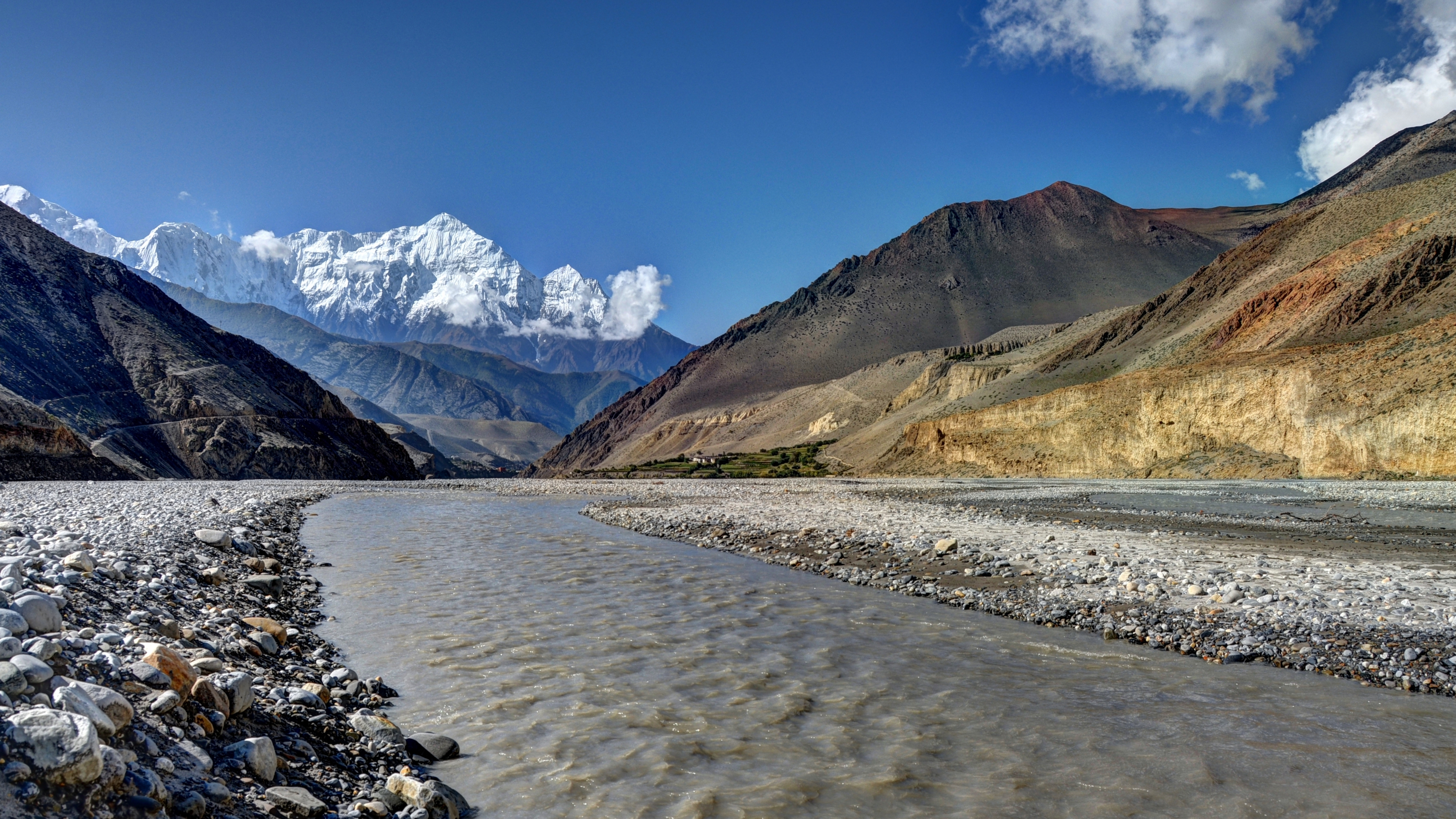
Kali Gandaki rio ao norte de Kagbeni

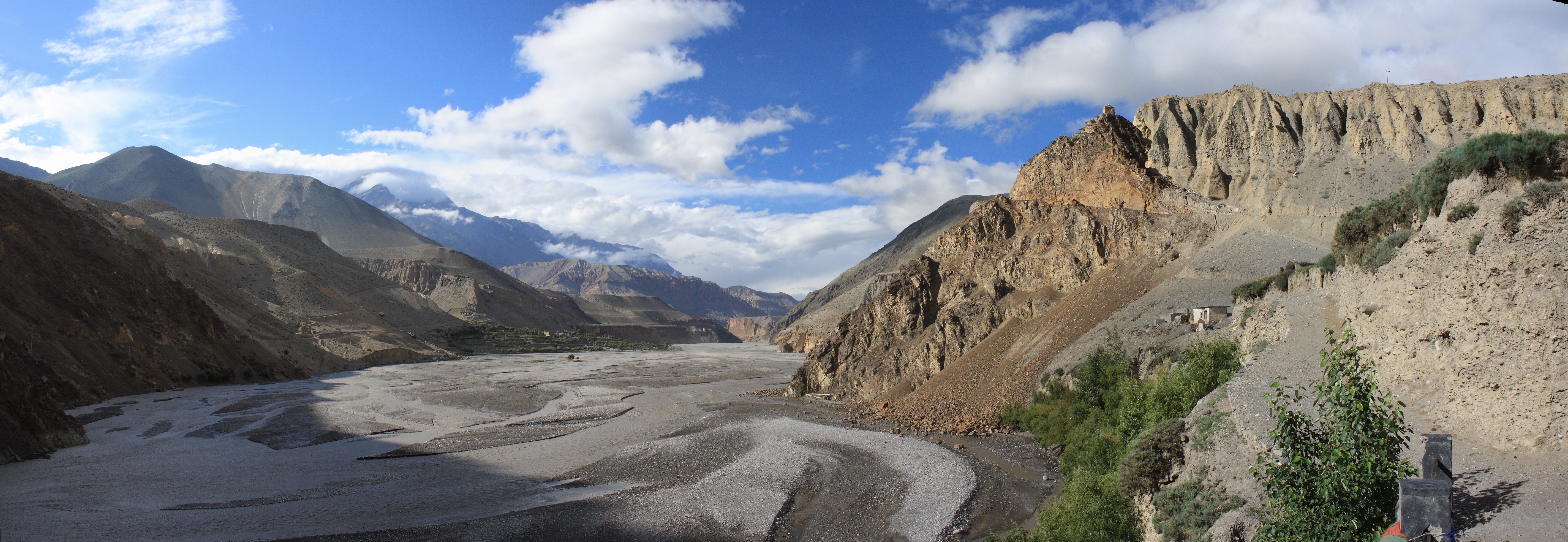
No Nepal, o rio atravessa rapidamente diferentes zonas climáticas

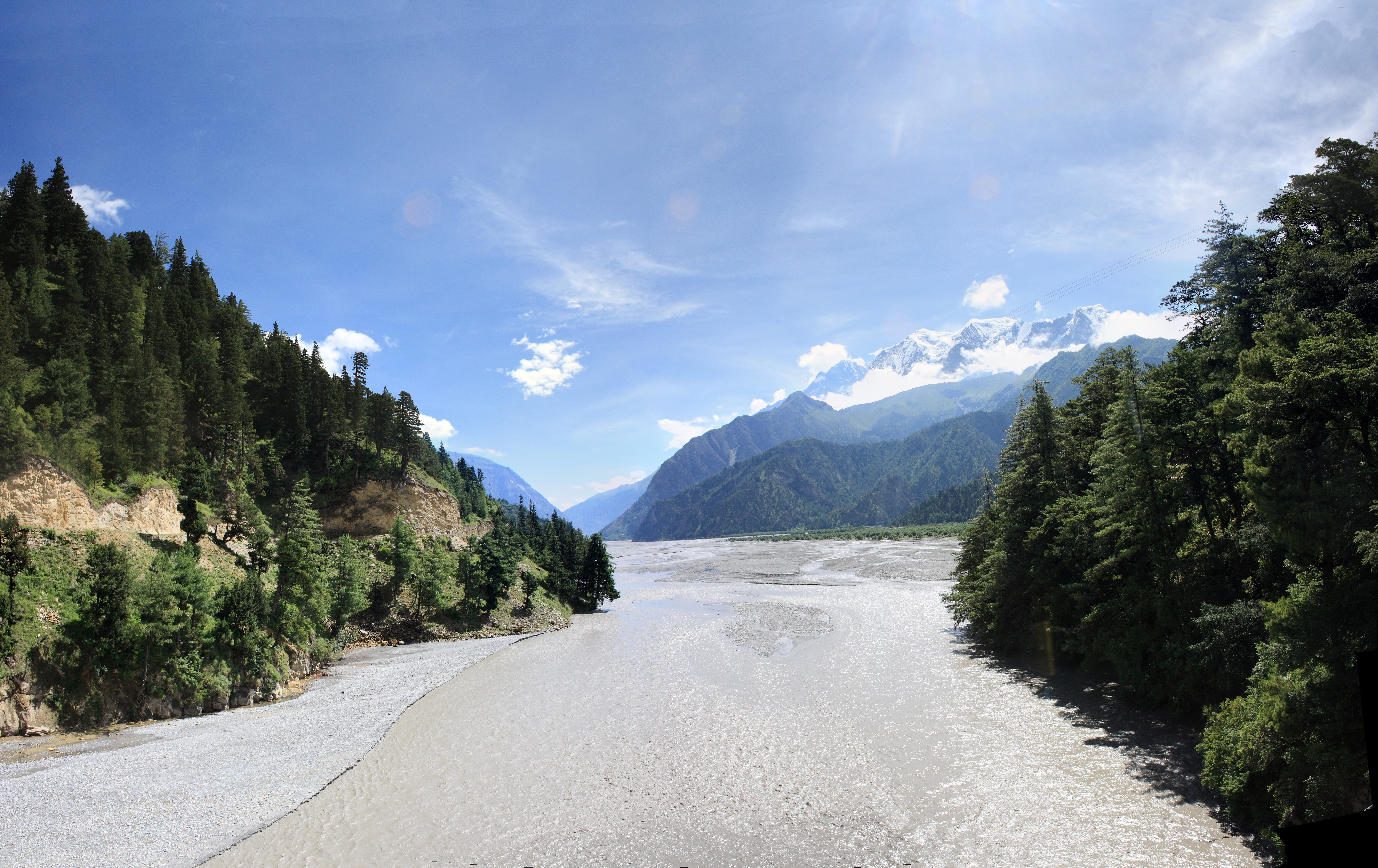
O rio Gandaki flui através de uma floresta de pinheiros 25 km (16 milhas) a jusante do lugar acima

## Curso do rio

### Nepal
A fonte do rio Kali Gandaki está na fronteira com o Tibete a uma altitude de 6 268 metros (20 564 pés) no Glaciar Nhubine Himal na região de Mustang, no Nepal.
O riacho das cabeceiras em alguns mapas é chamado de Chhuama Khola e, em seguida, perto de Lo Manthang, o Nhichung Khola ou Choro Khola. O Kali Gandaki então flui para sudoeste (com o nome de Mustang Khola em mapas antigos e desatualizados) através de um cânion profundo antes de se alargar na passarela de aço em Chele, onde parte de seu fluxo canaliza através de um túnel de rocha, e a partir deste ponto o rio agora largo é chamado de Kali Gandaki em todos os mapas. Em Kagbeni um grande afluente chamado Johng Khola, Kak Khola ou Krishnaa descende de Muktinath.
O rio então flui para o sul através de um desfiladeiro íngreme conhecido como o desfiladeiro Kali Gandaki, ou Andha Galchi, entre as montanhas Dhaulagiri, elevação 8 167 metros (26 795 pés) a oeste e Annapurna I, elevação 8 091 metros (26 545 pés) a leste. Se medirmos a profundidade de um cânion pela diferença entre a altura do rio e as alturas dos picos mais altos de ambos os lados, este desfiladeiro é o mais profundo do mundo. A porção do rio diretamente entre Dhaulagiri e Annapurna I, 7 quilômetros (4 milhas) a jusante de Tukuche), está a uma altitude de 2 520 metros (8 270 pés), que é 5 571 metros (18 278 pés) mais baixa do que Annapurna I. O rio é mais antigo que o Himalaia. Como a atividade tectônica força as montanhas mais altas, o rio cortou a elevação. Ao sul do desfiladeiro, o rio é acompanhado por Rahughat Khola em Galeshwor, Myagdi Khola em Beni, Modi Khola perto de Kushma e Badigaad em Rudrabeni acima do Ridi Bazaar. O rio então vira para leste para correr ao longo da borda norte da Cordilheira Mahabharat. Um dos maiores projetos de hidreletricidade do Nepal está localizado ao longo deste trecho do rio. Virando para o sul novamente e rompendo os Mahabharats, Kali Gandaki é então acompanhado por um grande afluente, o Trishuli, em Devghat, que é maior do que o Kali Gandaki. Gandaki é então unido pelo rio Rapti Oriental que drena o vale Terai Interior conhecido como Chitwan. O Gandaki então atravessa o sopé mais externo do Himalaia - Sivalik Hills- nas planícies de Terai do Nepal. De Devghat, o rio corre a sudoeste da cidade de Gaindakot. Mais tarde, o rio volta a curvar-se para sudeste, à medida que entra na Índia, onde é chamado de Gandak.
Abaixo de Gaindakot o rio é conhecido como Narayani ou Sapt Gandaki (Sete Gandakis), por sete afluentes que nascem no Himalaia ou mais ao norte ao longo da principal divisão Ganges-Brahmaputra. Estes são o Kali Gandaki, o rio Trishuli e os cinco principais afluentes do Trishuli conhecidos como Daraudi, Seti, Madi, Marsyandi e Budhi Gandaki.

### Índia
O ponto de entrada do rio na fronteira Indo-Nepal é também a confluência chamada Triveni com os rios Pachnad e Sonha descendo do Nepal. O rio Pandai desagua em Bihar vindo do Nepal no extremo leste do Santuário Valmiki e encontra Masan. O Gandak entra na Índia inicialmente no distrito de Maharajganj de Uttar Pradesh por cerca de 25 km (16 milhas), também passa pelo distrito de Kushinagar antes de entrar em Bihar. O Gandak flui para sudeste 300 km (190 milhas) através da planície gangética do estado de Bihar através de West Champaran, GopalganjEast Champaran, Saran, Muzaffarpur, Vaishali distritos. Ele se junta ao Ganges perto de Patna, logo abaixo de Hajipur em Sonpur. Sua área de drenagem na Índia é de 7 620 km2 (2 940 sq mi).

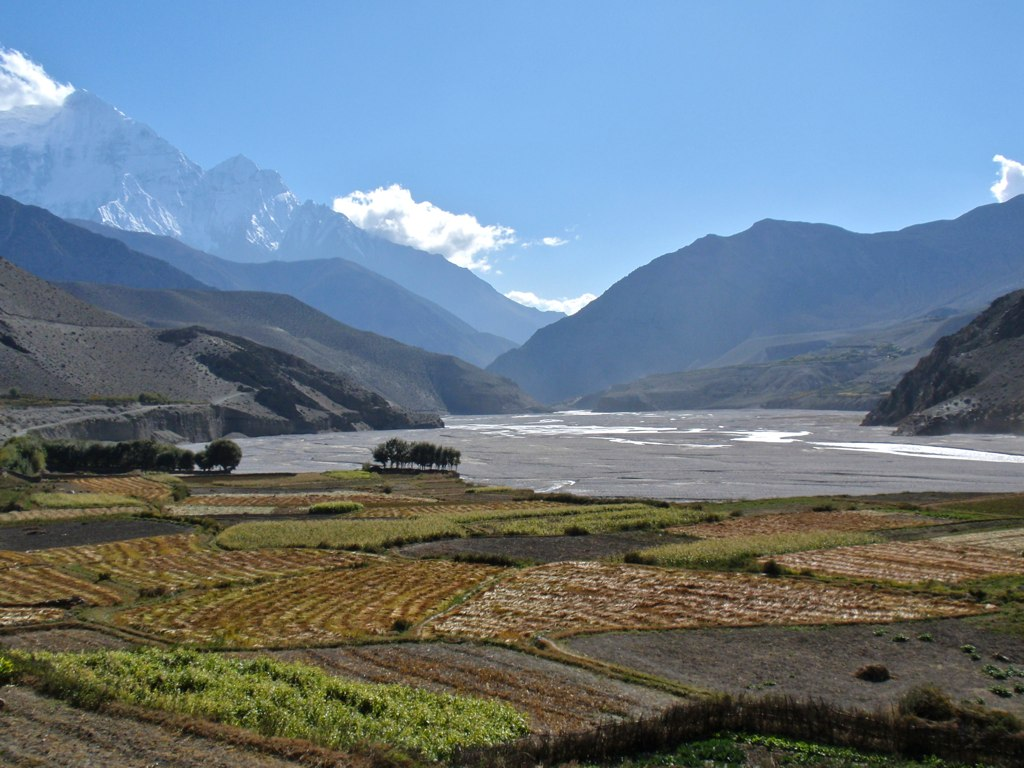
River Gandaki in Kagbeni Nepal

De sua saída do sopé mais externo de Siwaliks para o Ganges, o Gandak construiu um imenso megafan que compreende o leste de Uttar Pradesh e o noroeste de Bihar, nas planícies gangéticas médias.

## Geleiras, lagos glaciais e inundações de explosões de lagos glaciais
A bacia do rio Gandaki contém 1025 geleiras e 338 lagos. Estes contribuem substancialmente para os fluxos do rio na estação seca.
Os lagos glaciares, entre as características mais perigosas das altas montanhas, são geralmente formados atrás de barragens de detritos de morena deixados para trás por geleiras em recuo, uma tendência que é observada em todo o mundo. Embora os eventos de inundação de explosão de lago glacial (GLOF) estejam ocorrendo no Nepal há muitas décadas, a explosão da geleira Dig Tsho, ocorrida em 1985, desencadeou um estudo detalhado desse fenômeno. Em 1996, o Secretariado da Comissão de Água e Energia (WECS) do Nepal informou que cinco lagos eram potencialmente perigosos, a saber, Dig Tsho, Imja, Lower Barun, Tsho Ralpa e Thulagi, todos situados acima de 4 100 metros (13 500 pés). Um estudo recente feito pelo ICIMOD e pelo PNUMA (PNUMA, 2001) relatou 27 lagos potencialmente perigosos no Nepal. Em dez deles, eventos GLOF ocorreram nos últimos anos e alguns foram se regenerando após o evento.

### Glaciar Thulagi
O glaciar Thulagi, que está localizado na bacia do Alto Rio Marsyangdi, é um dos dois lagos represados (lagos supra-glaciais), identificados como um lago potencialmente perigoso. O KfW, Frankfurt, o BGR (Instituto Federal de Geociências e Recursos Naturais, Alemanha), em cooperação com o Departamento de Hidrologia e Meteorologia de Katmandu, realizaram estudos sobre o Glaciar Thulagi e concluíram que, mesmo assumindo o pior dos casos, uma explosão desastrosa do lago pode ser excluída em um futuro próximo.